# Virginia Gabriel
Virginia Gabriel   (Banstead, 7 de febrer de 1825 - Londres, 7 d'agost de 1877) fou una compositora anglesa, filla d'una nissaga de militars d'origen irlandès.
Va néixer el 7 de febrer de 1825 a Banstead, al comtat de Surry a Anglaterra. Va estudiar piano amb Pixis, Döhler, Thalberg i Molique i composició amb el compositor d'òpera Saverio Mercadante. El 1874 es va casar amb George March, que havia escrit els llibrets de moltes de les seves obres escèniques. Entre les seves produccions de major importància hi figura la cantata Evangeline basada en el poema homònim de Henry Wadsworth Longfellow. Va escriure nombroses melodies, basades moltes d'elles en els cants populars irlandesos, i algunes obres instrumentals molt estimables com: Grass Widows, Shepherd of Cornouailles, Who's the Heir? Follies of a Night, A Rainy Day.
Va morir a Londres, d'un accident de carruatge el 7 d'agost de 1877.